# Koepel van al-Khidr

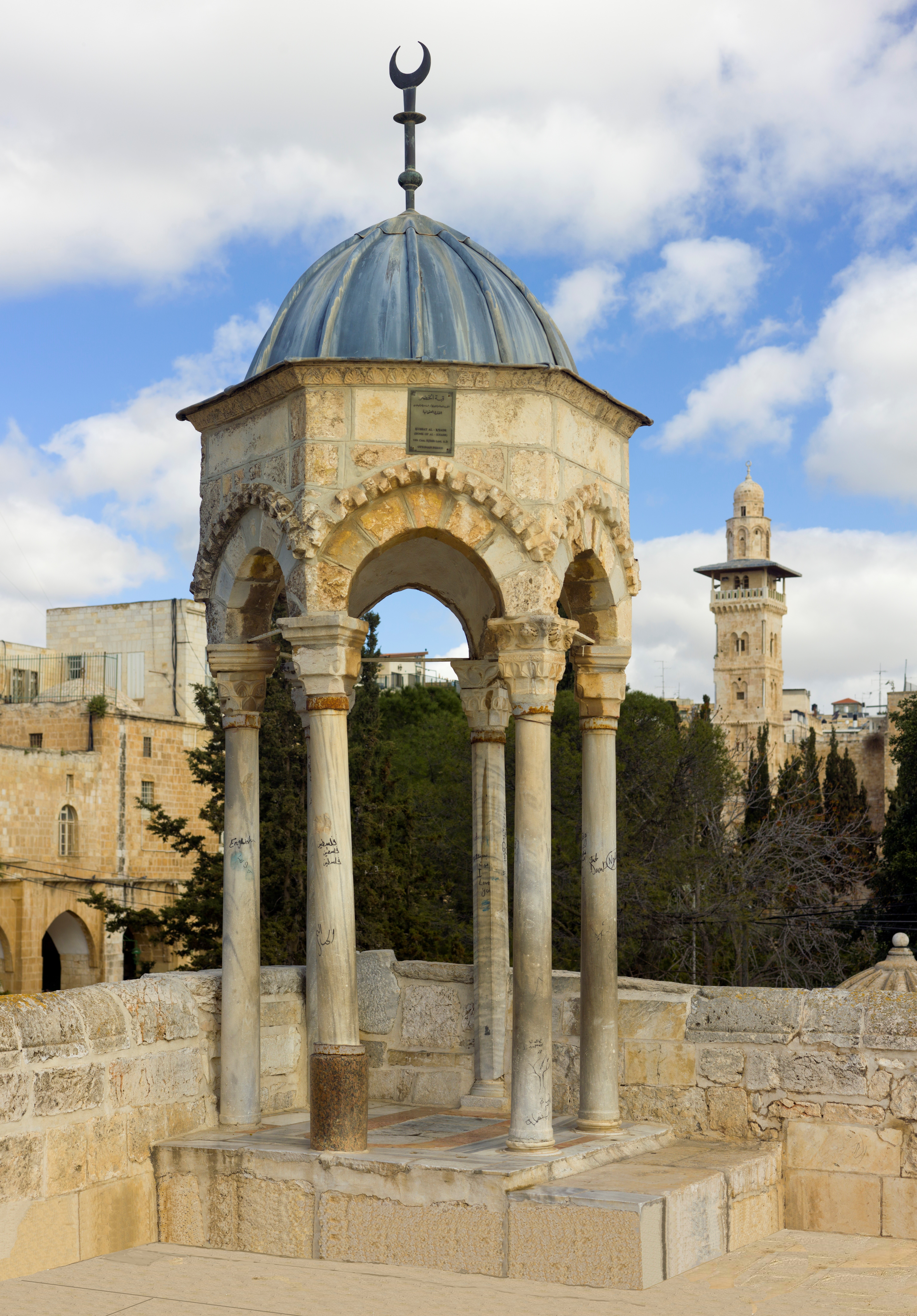
De Koepel van al-Khidr in Jeruzalem.

De Koepel van al-Khidr (Arabisch: قبة الخضر, Qubbat al-Khidr) is een klein koepelvormig gebouw in de zuidwestelijke hoek van de Tempelberg (Haram ash-Sharif), in de Oude Stad van Jeruzalem. Het is opgedragen aan Khidr, die een ontmoeting had met de profeet Musa (Mozes).
Volgens de overlevering werd de Koepel van al-Khidr gebouwd in de 16e eeuw ter nagedachtenis aan Khidr, een figuur die wordt genoemd in vers 65-82 van hoofdstuk 18 van de Koran.
De koepel heeft een hexagonale structuur en wordt ondersteund door zes grijze marmeren zuilen. Binnenin de koepel bevindt zich een nis van rode steen.